# Makruk
Makruk, também conhecido por Xadrez Tailandês, é uma variante do xadrez. Acredita-se que seja um derivado direto do Chaturanga. Makruk é uma palavra tailandesa para general. . Assim como na versão ocidental, o objetivo do jogo é efetuar o xeque-mate no rei (general) adversário. 
Cerca de dois milhões de tailandeses jogam Makruk, enquanto que apenas cinco mil preferem o xadrez ocidental. 
De acordo com o ex-campeão mundial de xadrez, Vladimir Kramnik: " O Makruk requer mais estratégia do que o xadrez internacional. O jogador precisa escolher com cuidado os movimentos o qual irá realizar, pois seu poder de ataque e de defesa são consideravelmente limitados, assim como na etapa final do xadrez ocidental ". 
Vários países do oriente tem suas próprias variantes do xadrez. O Makruk é a versão tailandesa, mas também temos a versão japonesa (Shogi), chinesa (Xiangqi), coreana  (Janggi), entre outras. 

## Regras

### Peças
- O peão (em tailandês, เบี้ย) se move e captura as peças como no xadrez internacional, mas no primeiro movimento não pode mover duas casas e, consequentemente, não pode capturar en passant. O peão é promovido a rainha (ver) quando chega na linha seis.

|  |   |   |   |  |
|  | ○ | ● | ○ |  |
|  |   | P |   |  |
|  |   |   |   |  |
|  |   |   |   |  |

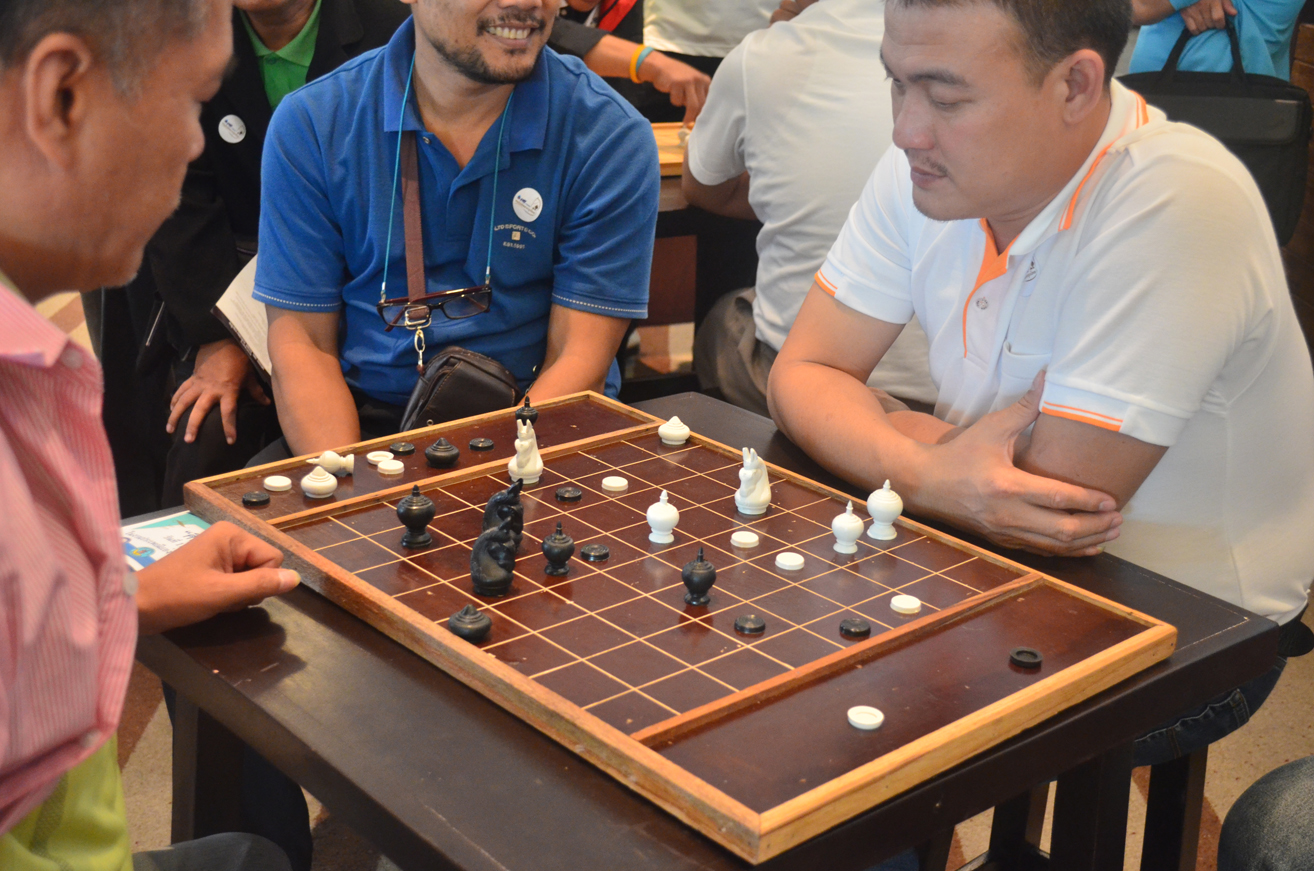
Jogadores tailandeses de Makruk

- A rainha (em tailandês,เโย) é significativamente mais fraca que sua versão ocidental, se movendo uma casa na diagonal em qualquer direção, movimento idêntico ao fers do Xatranje.

|  |   |   |   |  |
|  | ● |   | ● |  |
|  |   | Q |   |  |
|  | ● |   | ● |  |
|  |   |   |   |  |

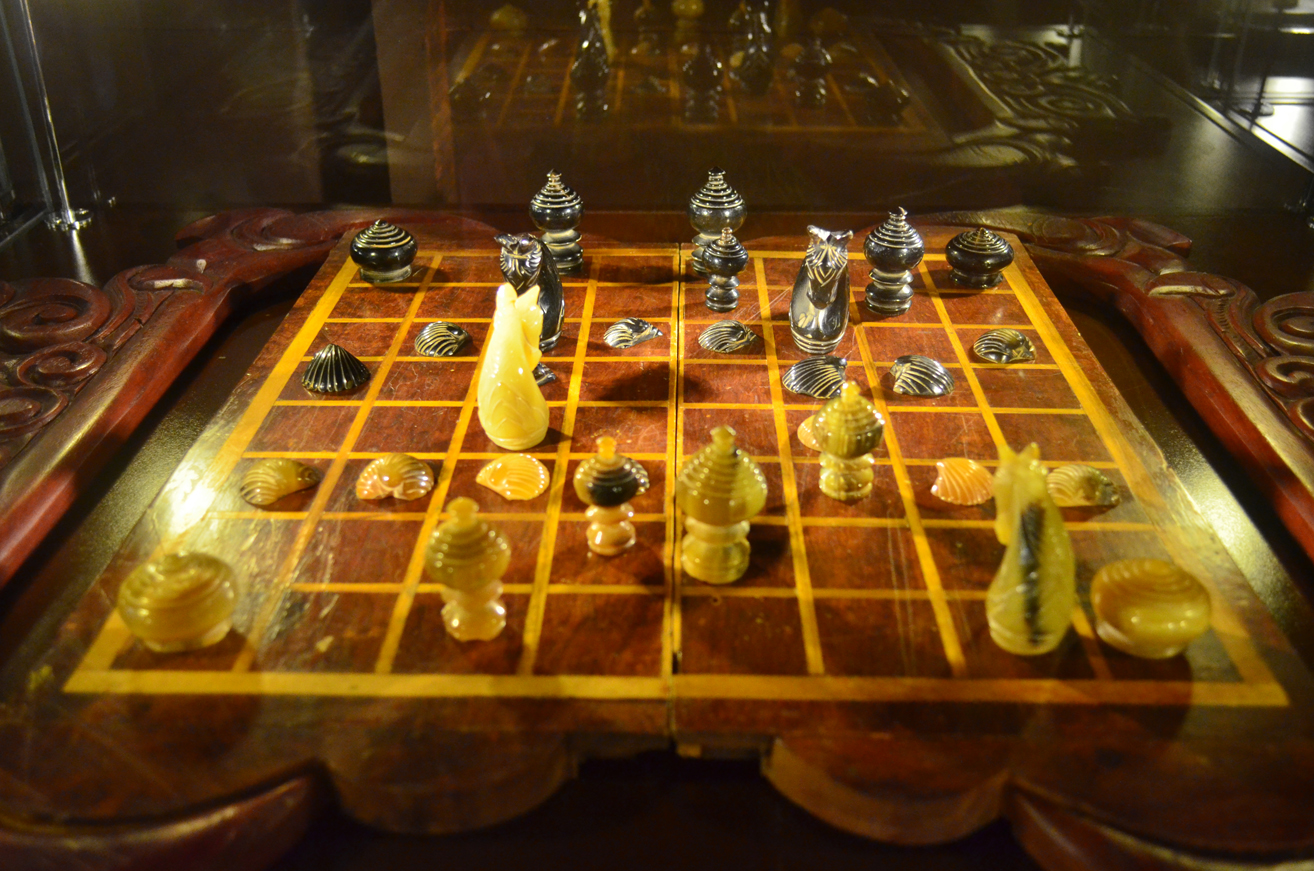
Markruk feito em 1782, na era do Reino de Rattanakosin

- O bispo (em tailandês, โคน) se move uma casa para qualquer direção na diagonal, se locomovendo também uma posição para a frente, igual ao general de prata do shogi.

|  |   |   |   |  |
|  | ● | ● | ● |  |
|  |   | B |   |  |
|  | ● |   | ● |  |
|  |   |   |   |  |

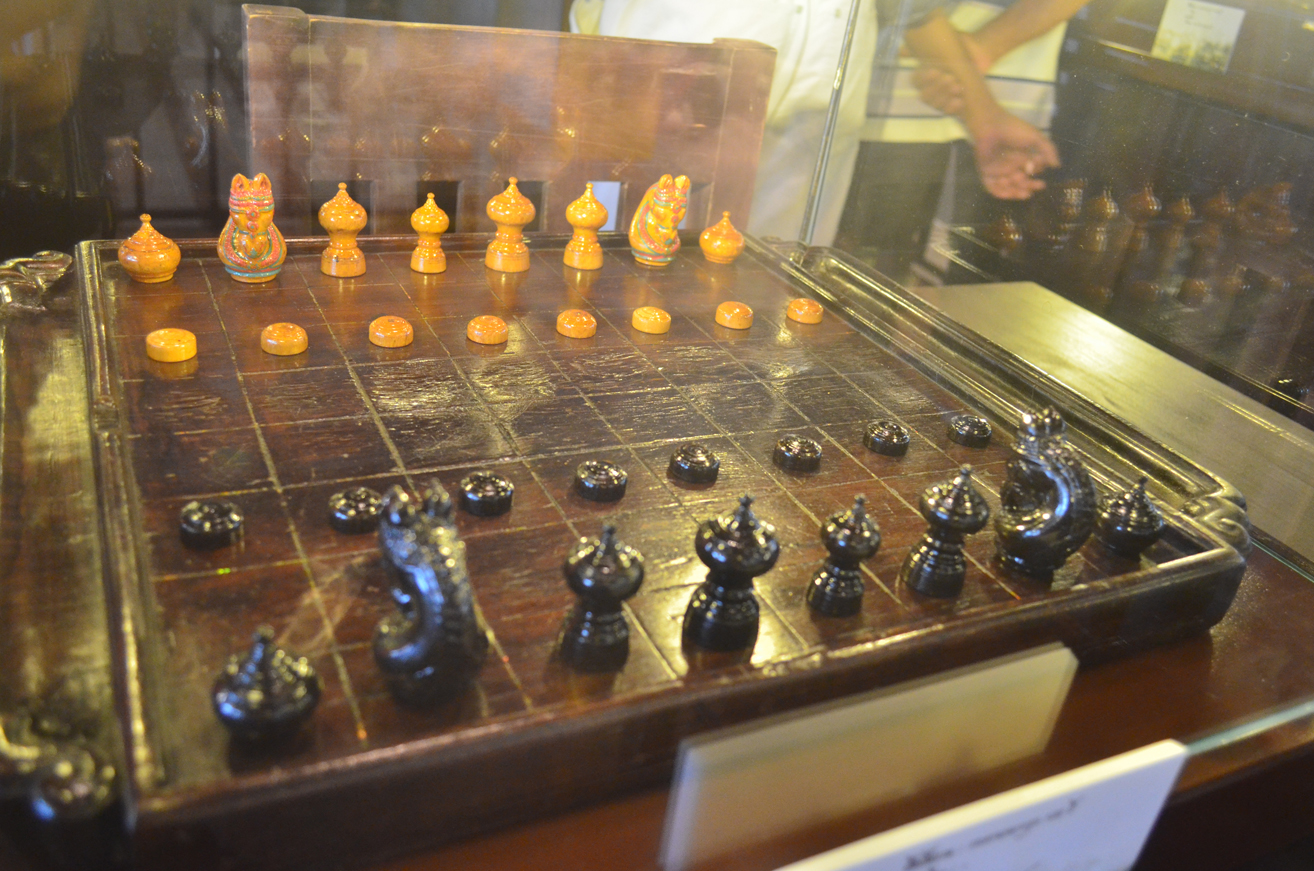
Makruk de 100 anos de idade

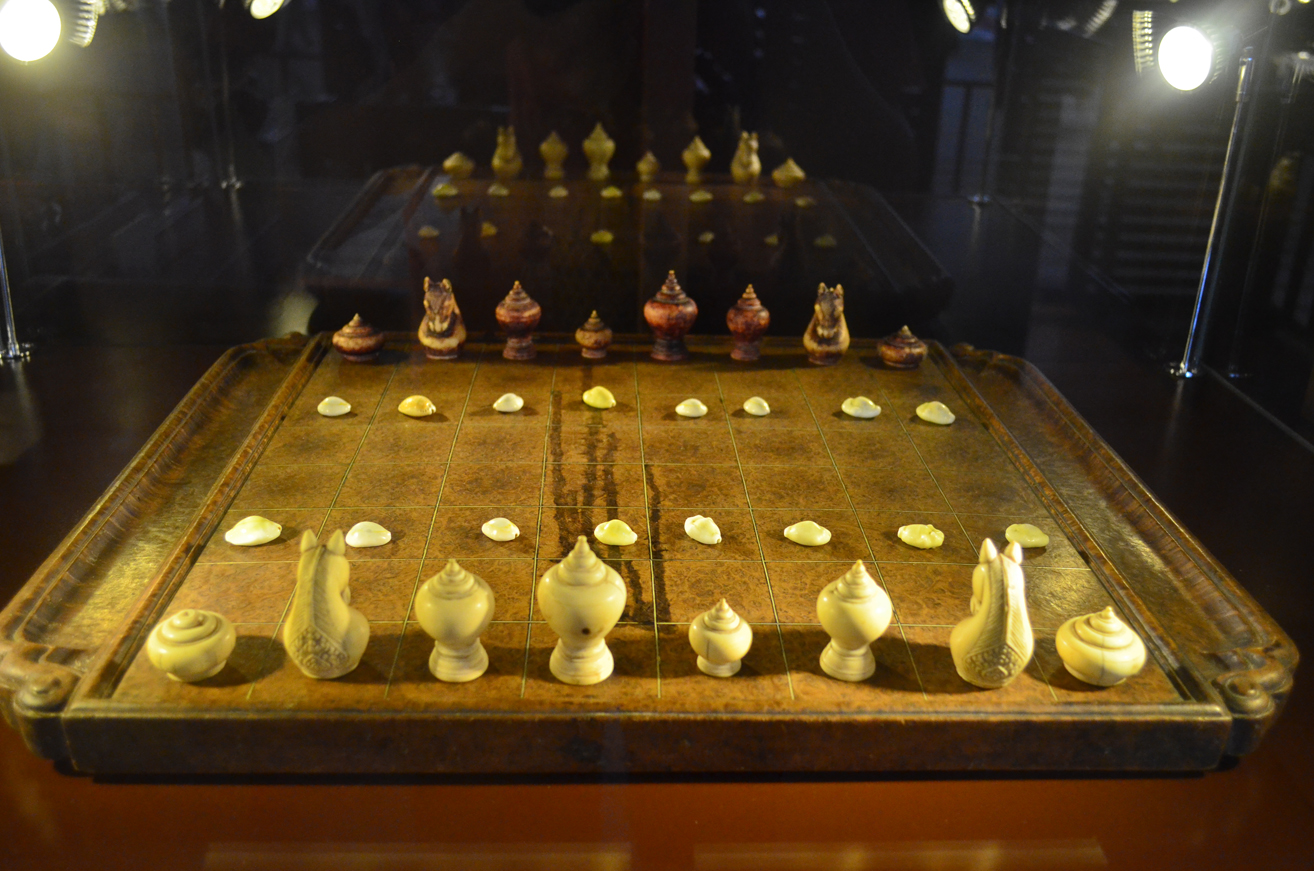
Makruk com aproximadamente 200 anos de existência

- A torre (em tailandês,เรือ) move como a torre do xadrez ocidental, qualquer número de casa para a vertical ou horizontal.

|   |   | │ |   |   |
|   |   | │ |   |   |
| ─ | ─ | R | ─ | ─ |
|   |   | │ |   |   |
|   |   | │ |   |   |

- O cavalo (em tailandês, ม้) tem um movimento idêntico ao cavalo do xadrez ocidental: movimenta-se sempre em "L", ou seja, duas casas para a frente ou para trás e uma para a esquerda ou direita ou uma casa para a frente ou para trás e duas para a direita ou para a esquerda. É a única peça que detêm a capacidade de pular outras.

|   | ● |    | ● |   |
| ● |   |    |   | ● |
|   |   | KT |   |   |
| ● |   |    |   | ● |
|   | ● |    | ● |   |

- O rei (originalmente chamado de ขุน, "General") se move da mesma maneira que o rei do xadrez internacional, uma casa para qualquer direção. O jogo acaba quando o rei é capturado com o xeque-mate.

|  |   |   |   |  |
|  | ● | ● | ● |  |
|  | ● | K | ● |  |
|  | ● | ● | ● |  |
|  |   |   |   |  |